# Verrebroek
Verrebroek is een dorp in de Belgische provincie Oost-Vlaanderen en een deelgemeente van Beveren-Kruibeke-Zwijndrecht, het was een zelfstandige gemeente tot aan de gemeentelijke herindeling van 1977. Verrebroek is gelegen in de Wase Scheldepolders.

## Geschiedenis
Verrebroek dankt zijn naam aan de samentrekking tussen broek en Verre, een rivier die op die plaats stroomde ten tijde van het ontstaan van Verrebroek.
De waterhoek werd na de verwoesting door de Noormannen ingepalmd door de heren van Beveren (850), op die manier werd het een heerlijkheid. Het was een kleine nederzetting van Friezen, die naar hier waren afgezakt.
Verrebroek werd voor het eerst vermeld in 1141. Het was toen in bezit van de Abdij van Drongen. De monniken ontgonnen het gebied. Bestuurlijk was er een heerlijkheid die deel uitmaakte van het Land van Beveren. Later ontwikkelde zich hier de moernering, waardoor Verrebroek zeer welvarend werd. Vooral in 1334 en 1377 vonden overstromingen plaats. Ook de Gentse Opstand tegen Filips de Goede leidde tot aanzienlijke schade. Later kwamen er nog militaire inundaties. In 1586 werd het Fort Verrebroek aangelegd door de Spanjaarden. In de loop van de 17e eeuw werd de inpoldering weer ter hand genomen en werden de geïnundeerde polders weer aan het water onttrokken. Zo ontstonden de Verrebroekpolder (1616), de Beverenpolder (1619), de Vrasenepolder (1622), de Kallopolder (1651), en de Konings-Kieldrechtpolder (1653).
In de jaren 70 van de 20e eeuw breidde de Haven van Antwerpen zich op de westelijke Scheldeoever uit, waarbij ook de Waaslandhaven ontstond. Het poldergebied direct ten oosten van de dorpskom viel ten offer aan deze uitbreiding.

## Demografische ontwikkeling
- Bronnen:NIS, Opm:1831 tot en met 1970=volkstellingen; 1976 = inwoneraantal op 31 december

## Bezienswaardigheden
- De Sint-Laurentiuskerk is een driebeukige kruiskerk, waarvan een eerste aanzet dateert uit de 15de eeuw. Ze is sinds 1944 beschermd als monument. De kerk verving een Romaanse kapel. Door de vele stormvloeden ging echter veel geld naar het onderhoud en verstevigen van de dijken, waardoor de bouw van de kerk problematisch verliep. Het duurde tot 1688 vooraleer de ze haar huidige vorm kreeg. De torenspits werd gehalveerd in 1804 door de Fransen die er een semafoor[3] op plaatsten, waaraan de kerk zijn bijnaam als "de Peperbus" verdiende.

## Natuur en landschap
Verrebroek maakt deel uit van de Wase Scheldepolders en heeft een hoogte van 3-4 meter. Het oostelijk deel van Verrebroek Is grotendeels vergraven ten behoeve van de Waaslandhaven, onderdeel van de Haven van Antwerpen. In de Zuidelijke Bufferzone komen reeën voor.

## Geboren in Verrebroek
- Philip Verheyen (23 april 1648 - Leuven, 28 januari 1710), Vlaams chirurg en anatoom, tevens rector magnificus van de Universiteit van Leuven.
- Dolf Tilleman (8 februari 1896 - 23 december 1963), Vlaams landbouwer en slachter
- adellijke familie Vergauwen.

## Evenementen
- Hemelvaartsweekend: Kleine Kermis
- Zaterdag  voor de laatste zondag van augustus: Jaarmarkt
- Laatste zondag van augustus: Grote Kermis

## Sport
Verrebroek had een voetbalclub die aangesloten was bij de KBVB, namelijk Eendracht Verrebroek.

## Trivia
Naar hun beroemdste inwoner, Philip Verheyen, dragen inwoners van Verrebroek nog altijd de bijnaam "flippen". In 1862 werd er een bronzen standbeeld voor hem opgericht (ontworpen door Louis Serrure en van de hand van Frans Van Havermaet); in 2010 werd een gedenkplaat aangebracht op zijn geboortehuis, de Carennehoeve in de Bloempotstraat.
Deelgemeenten: Bazel · Beveren · Burcht · Doel · Haasdonk · Kallo · Kieldrecht · Kruibeke · Melsele · Rupelmonde · Verrebroek · Vrasene · Zwijndrecht

Overige dorpen en gehuchten: Beestenhoek · Bloempot · De Bank · Doorn · Es · Gaverland ·  Geslecht · Groot Laar · Halve Maan · Hoogeinde · Hoogstraat · Kalishoek (Doel) · Kalishoek (Melsele) · Kemphoek · Klein Laar · Melseledijk· Mosselbank (Haasdonk) · Mosselbank (Vrasene) · Nieuwe Parochie · Ouden Doel · Oudendijk · Ponjaard · Prosperpolder · Puiput · Rapenberg · Rapenburg · Saftingen · Sint-Antoniushoek · Smoutpot · Stenen Kruis · Tijskenshoek · Vendoorn · Verrebroekse Blikken · Vijfstraten · Vliegenstal · Voshoek · Westakkers · Wilden Haan · Zillebeek · Zwaantje

Belgische gemeenten · Arrondissement Sint-Niklaas · Oost-Vlaanderen · Vlaanderen